# Fort Stöckli

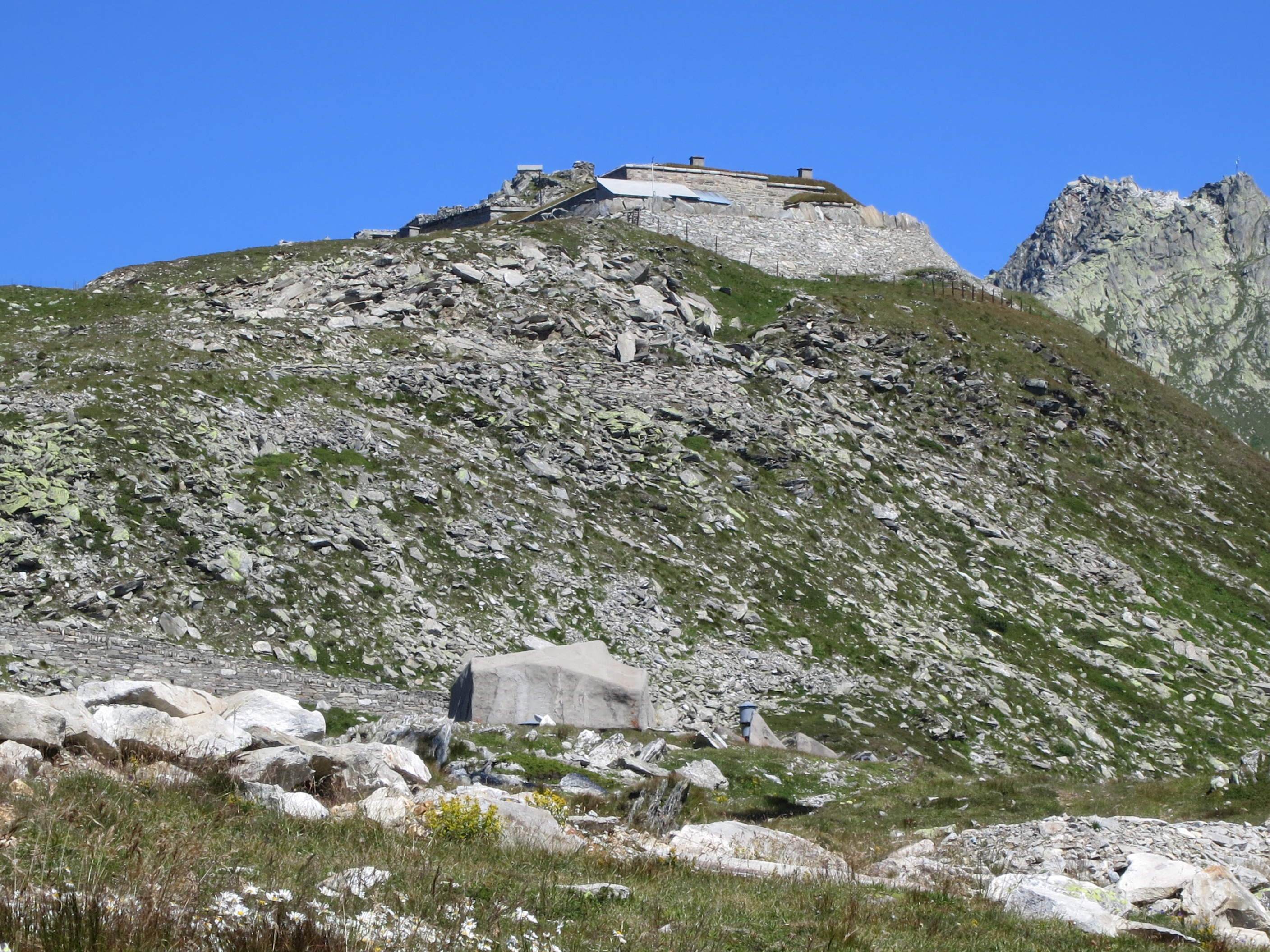
Fort Stöckli

Das Fort Stöckli war Teil der Gotthardfestungen im Raum Andermatt und gehörte zu den ehemals bedeutenden Werken der schweizerischen Landesverteidigung. Die damals höchstgelegene Festung Europas liegt auf 2400 m ü. M., unterhalb des 2479 m ü. M. hohen Stock, einem Berg nördlich von Andermatt im Kanton Uri. Das 1894 erstellte Fort wurde 1947 als Kampfanlage aufgehoben.

## Geschichte
Als die Bauarbeiten der Werke Fort Hospiz (1893/1894), Forte Airolo (1887–1890) und Festung Motto Bartola (1888–1890) im Raum Airolo sich dem Ende näherten, begann die Befestigungskommission sich mit der Verteidigungskonzeption im Raum Andermatt zu befassen. Die «Zitadelle» Andermatt sollte den Kern eines «verschanzten Lagers» bilden, um den Furkapass, den Oberalppass und den Gotthardpass als Aussenpositionen zu sperren und nur für schweizerische Truppenbewegungen offen zu halten.
1893 begann aufgrund eines Bundesratsbeschlusses der Bau eines Artillerieforts auf dem Stöckli. Zur Erschliessung der Stellung wurde als Erstes vom Nätschen ein Fahrweg in Richtung Gütsch gebaut und ein Barackenlager auf dem Grossboden erstellt. Die Fahrstrasse und die Unterkunftsanlagen schufen die geforderten Voraussetzungen für eine bewegliche Verteidigung. In einer späteren Bauetappe baute man auf dem Grossboden zusätzliche Stellungen zur Verstärkung der Artillerie.
Das Fort wurde ständig dem neusten Stand der Technik angepasst und beim Ausbruch des Ersten Weltkrieges (erste Grenzbesetzung 1914) ergänzte man die Werke rund um den Gütsch und das Stöckli. Das Werk war ohne wesentliche Ausbauten im Zweiten Weltkrieg aktiv, spielte aber keine wichtige Rolle mehr, da man auf der Gütsch ein neues Turmartilleriewerk errichtet und den Übergang am Oberalppass mit vier Bunkern gesichert hatte.
1947 wurde die veraltete und nicht bombensichere Anlage als Artilleriewerk aufgegeben und desarmiert, da sie sehr exponiert lag, ihre Wirkung beschränkt war und wegen des rauen Wetters ständig Unterhaltsarbeiten anfielen. Die Gebäude wurden noch als Truppenunterkunft genutzt, später ausgeschlachtet und sind seitdem dem Zerfall überlassen.
Im Ersten Weltkrieg wurde das Werk von der Festungsartilleriekompanie II/9, im Zweiten Weltkrieg von der Fest Art Kp V/12 betrieben.

## Werk
Das mit Granit gebaute Werk umfasste anfangs eine Kehlkaserne und einen Unterstand. Es wurde mit Steinplatten umgeben, die zugleich eine Mauer mit Schiessscharten bildeten, 1898 kamen neue Hindernisgräben mit Flankierkasematten und eine Kasernenerweiterung sowie ein Unterstand für einen fahrbaren Scheinwerfer dazu. 1915 wurde das Stöckli ergänzt, auf dem unmittelbar angrenzenden Stock mit einer 200 Meter langen gedeckten Gewehrgalerie mit Maschinengewehrkasematten an den Flanken sowie mit permanenten Stellungen für Positionsbatterien (Grossboden und Vorder Felli). Auf dem vorgelagerten Gütsch errichtete man ein geschlossenes Infanteriewerk und eine Stellung für eine Halbbatterie von zwei 12-cm-Kanonen mit Schussrichtung Reuss- und Unteralptal. Bei Platten entstanden behelfsmässige Artilleriestellungen mit Feuerrichtung Tavetsch.
1905 wurde auf der Gütsch eine Versuchsstation mit 50 Meter hohen Masten für ein drahtloses Telegraphiesystem (Funkanlage System Telefunken) eingerichtet, die innert weniger Jahre durch die technische Entwicklung (Löschfunkensystem, fahrbare Funkstationen) überholt war.
- Artilleriewerk Stöckli A 8682	⊙
- Infanteriebunker Stöckli A 8684 ⊙
- drahtlose Funkstation (System Telefunken) 1905 Gütsch	⊙

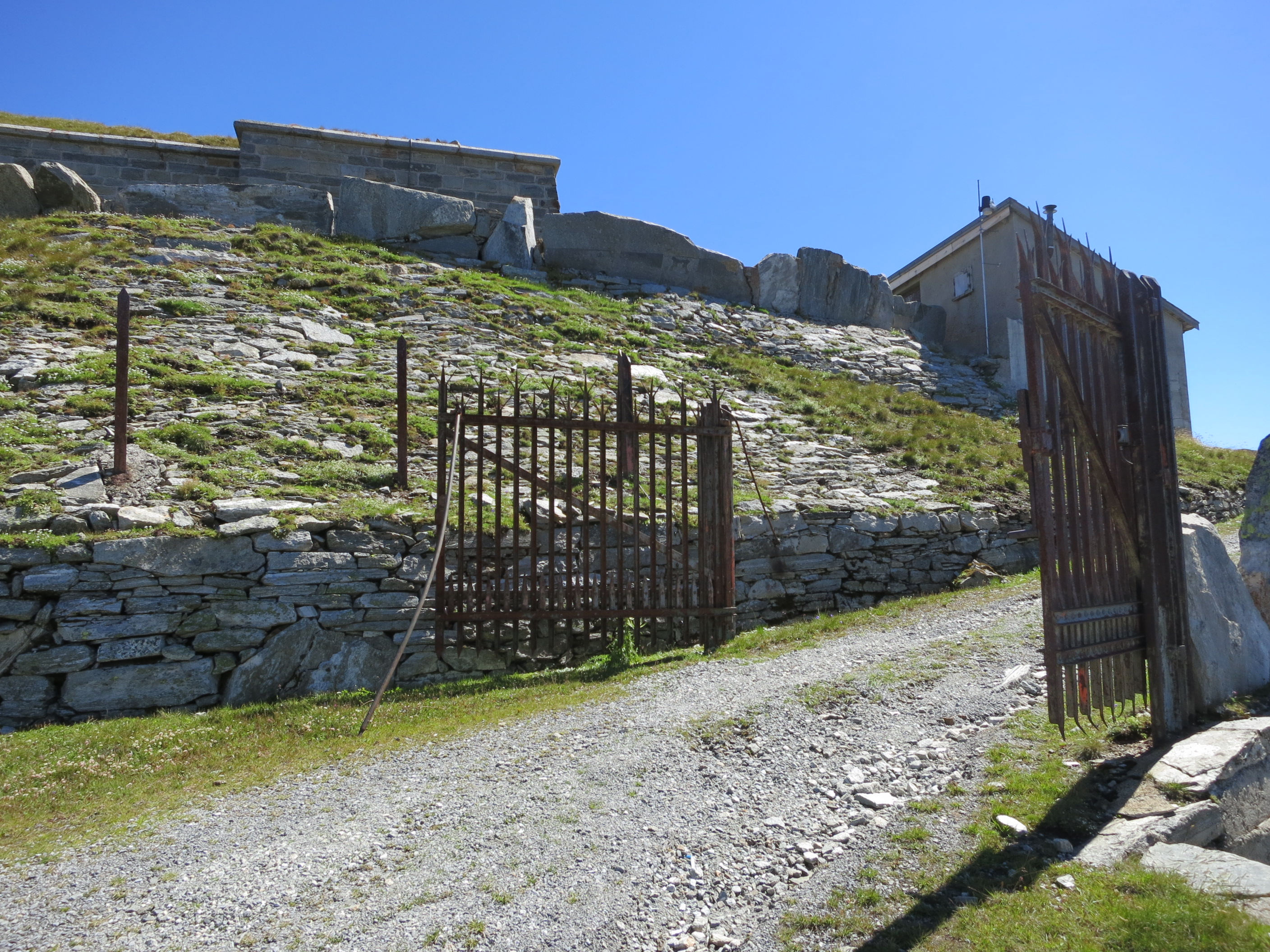
Festungseingang
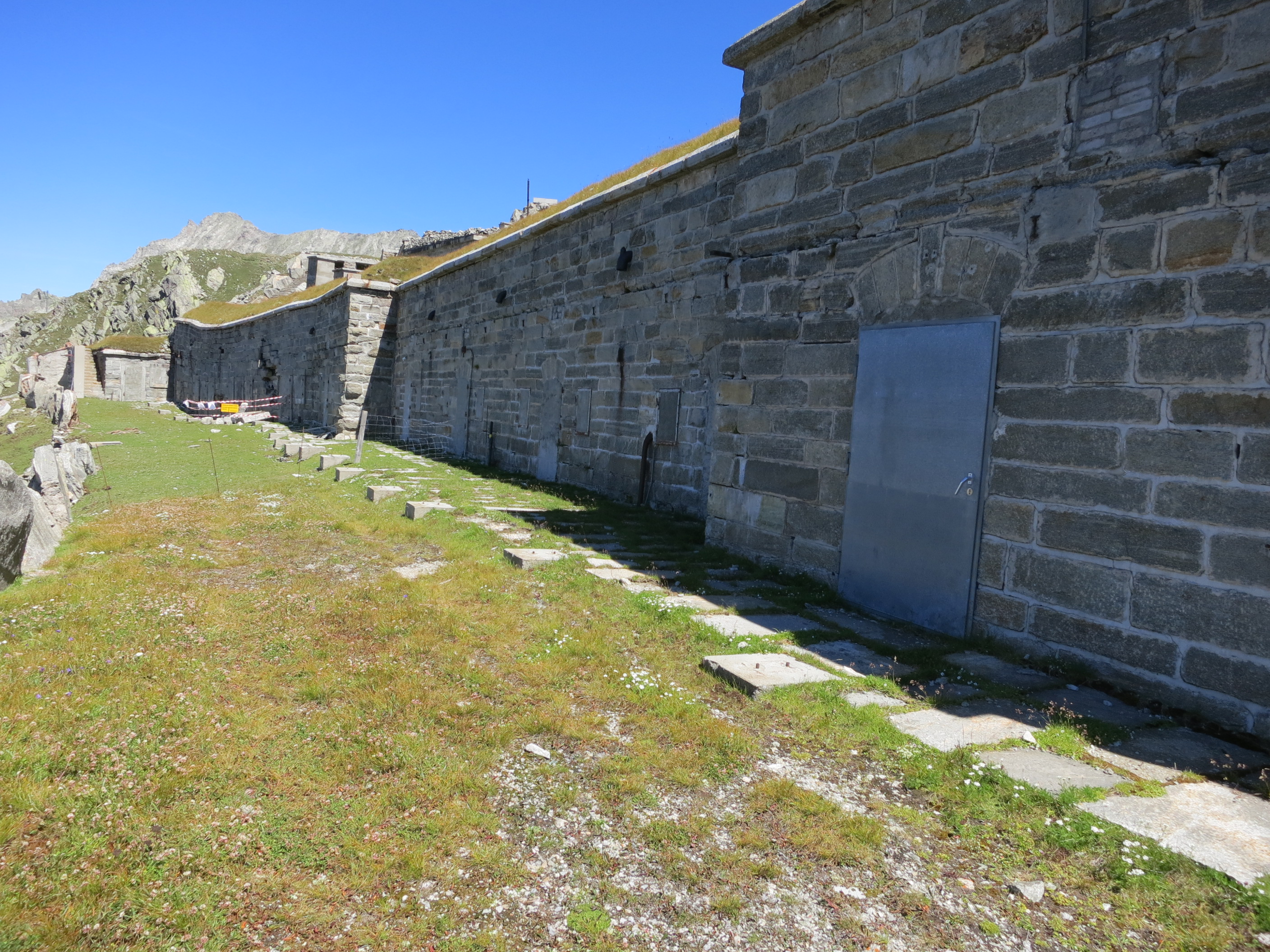
Kehlkaserne
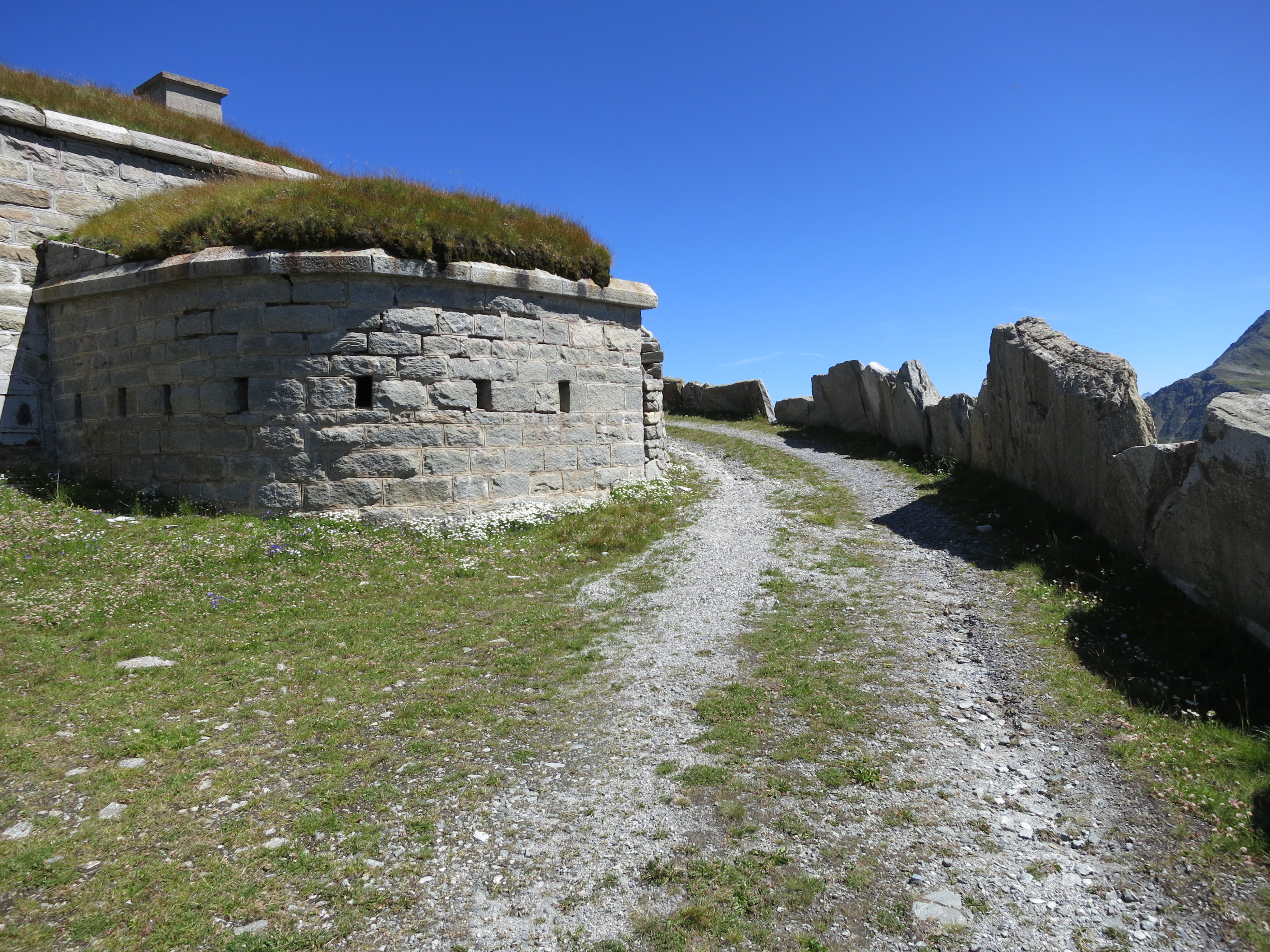
Kaponniere
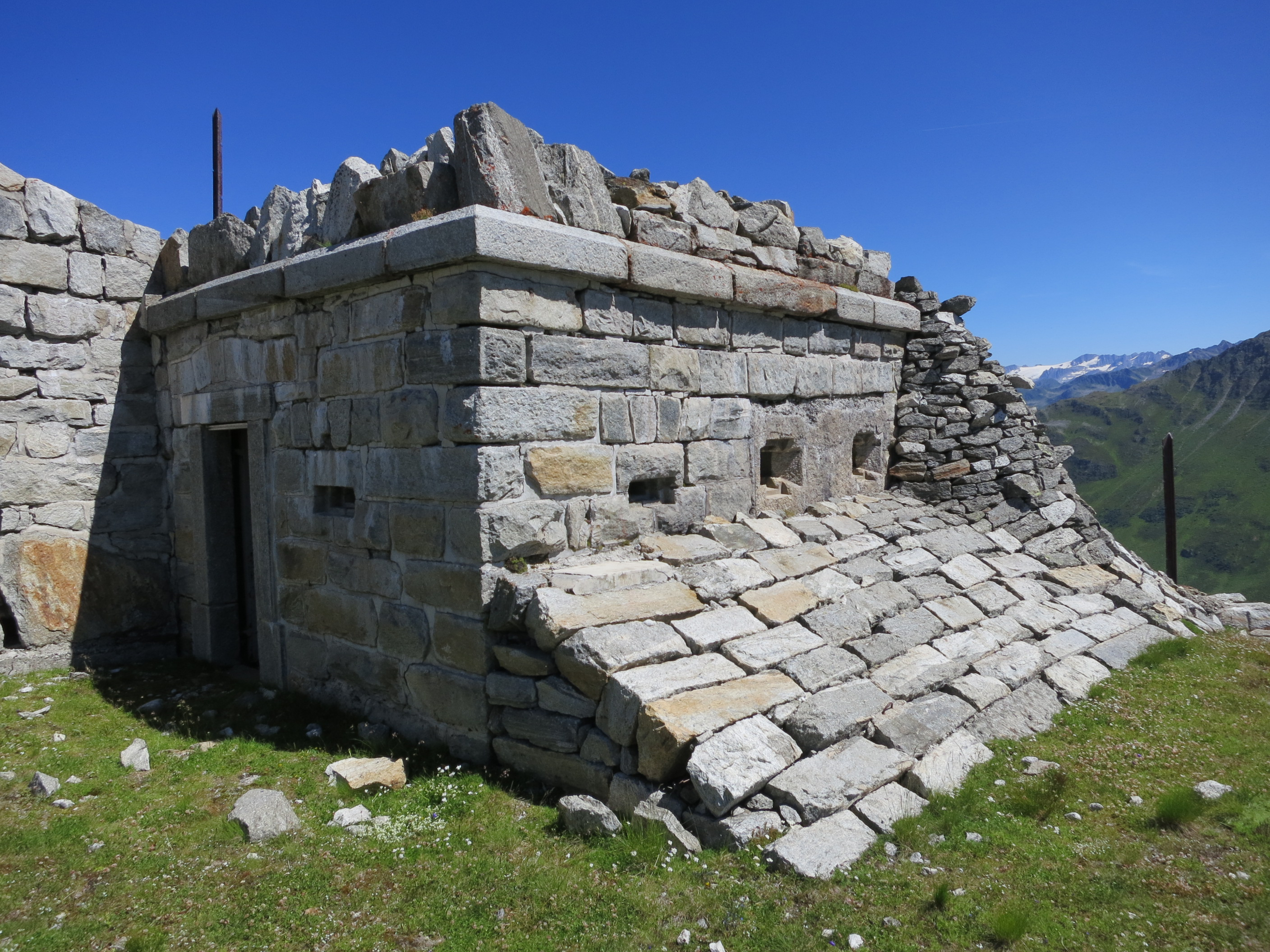
Gewehrgalerie
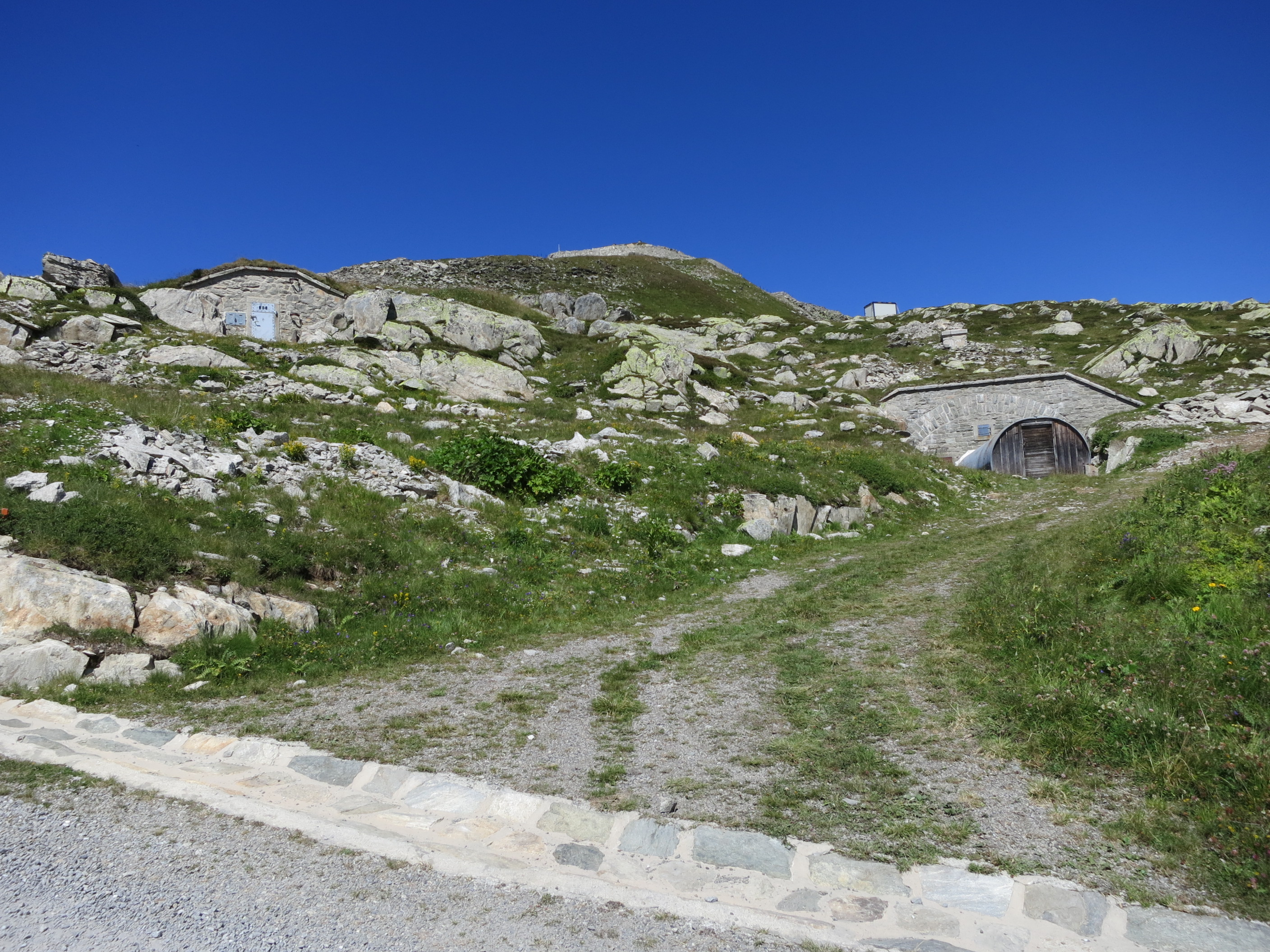
Unterkünfte Grossboden
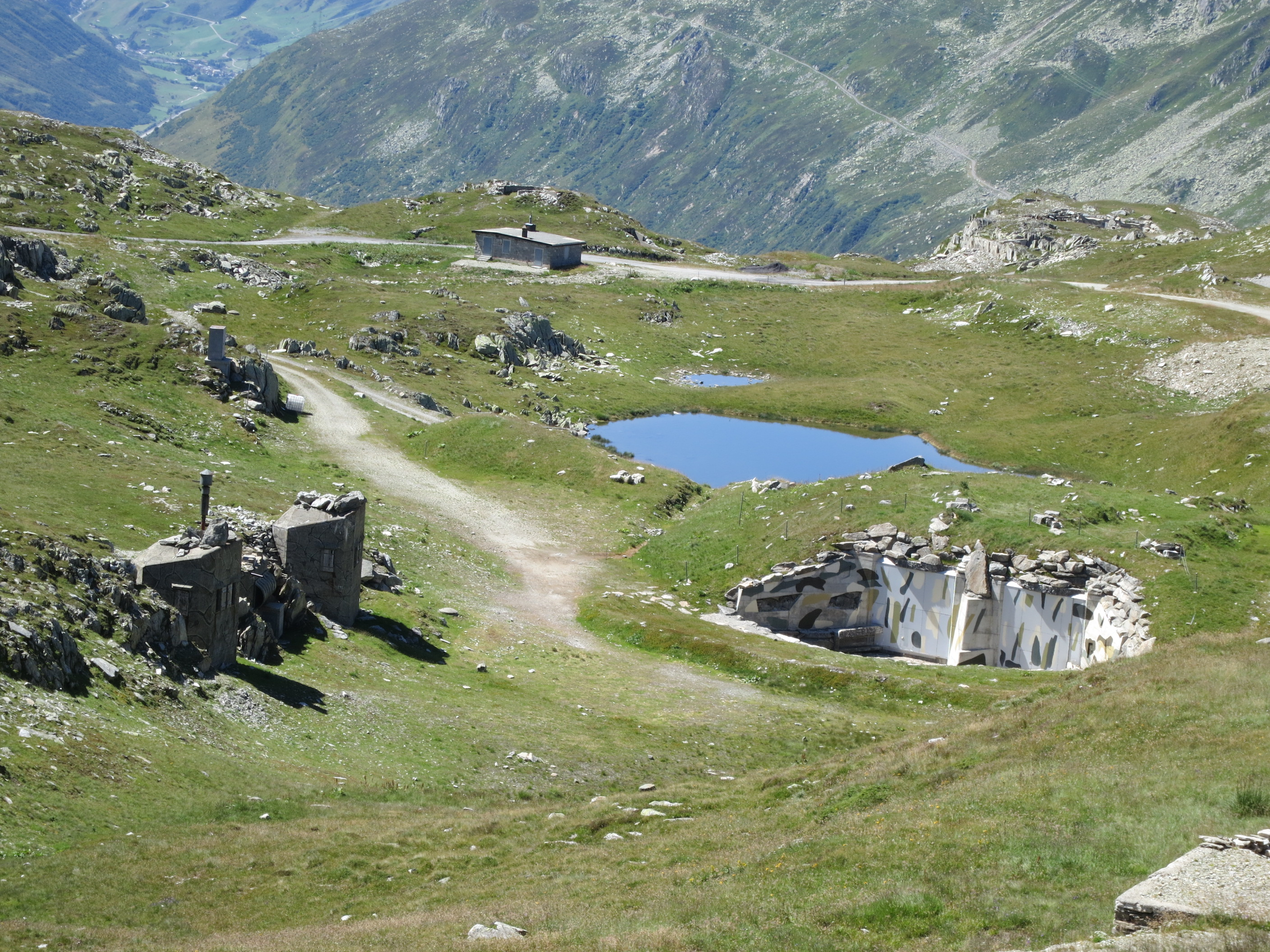
Funkstation (Mitte) und Infanteriewerk Gütsch (links)

## Auftrag und Bewaffnung
Die Anlage hatte den Zweck, primär den Übergang vom Oberalppass und die Zugänge zum Gütsch zu sichern. Ursprünglich hatte das Werk zwei 12-cm-Panzerhaubitzen Modell 1891. Im Jahr 1898 kamen eine Beobachtungspanzerglocke, eine Beobachtungskasematte und ein 5,3-cm-Fahrpanzer-Stand hinzu, 1903 ein zweiter Fahrpanzer-Stand. Die 12-cm-Panzerhaubitzen konnten mit ihrem Feuer den Oberalppass erreichen und die Oberalpstrasse beherrschen. Die beiden Fahrpanzer und die Gewehrstellungen für die verteidigende Infanterie dienten der Nahverteidigung.
- 12 cm Panzerhaubitzen 1891 ⊙ ⊙
- 5.3-cm Fahrpanzer ⊙ ⊙

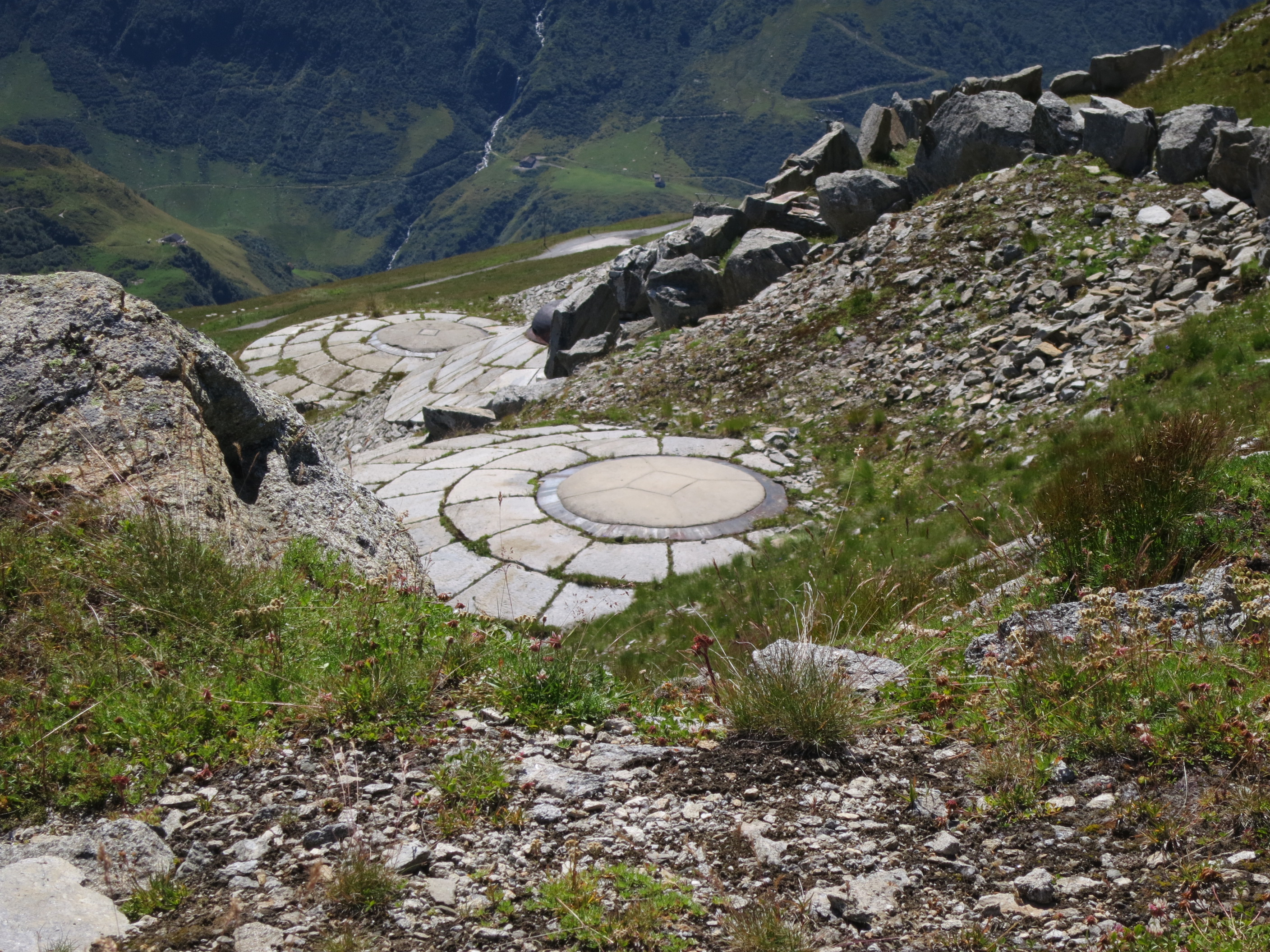
12 cm Panzerhaubitzen
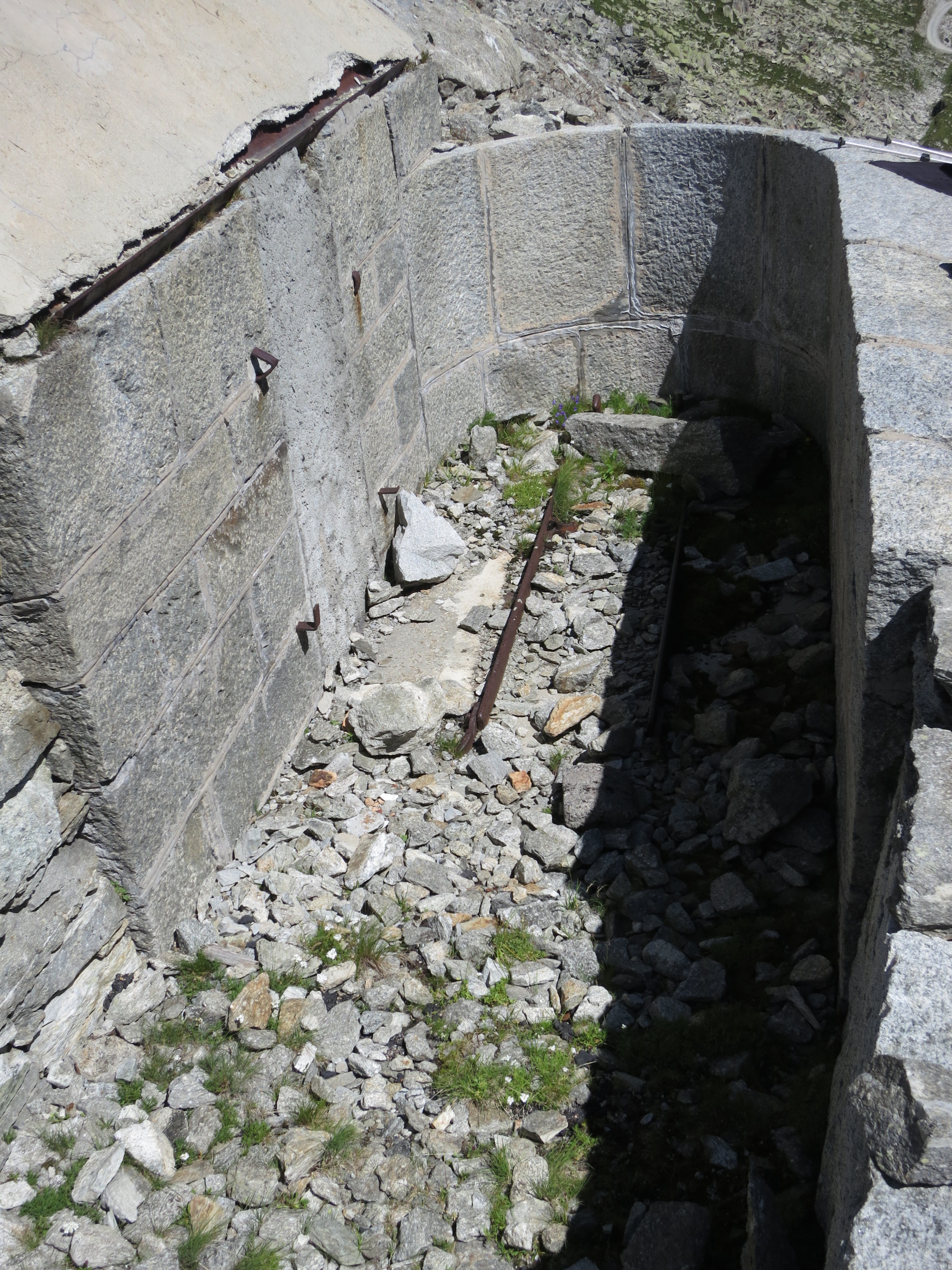
Geschützstellung 5,3 cm Fahrpanzer
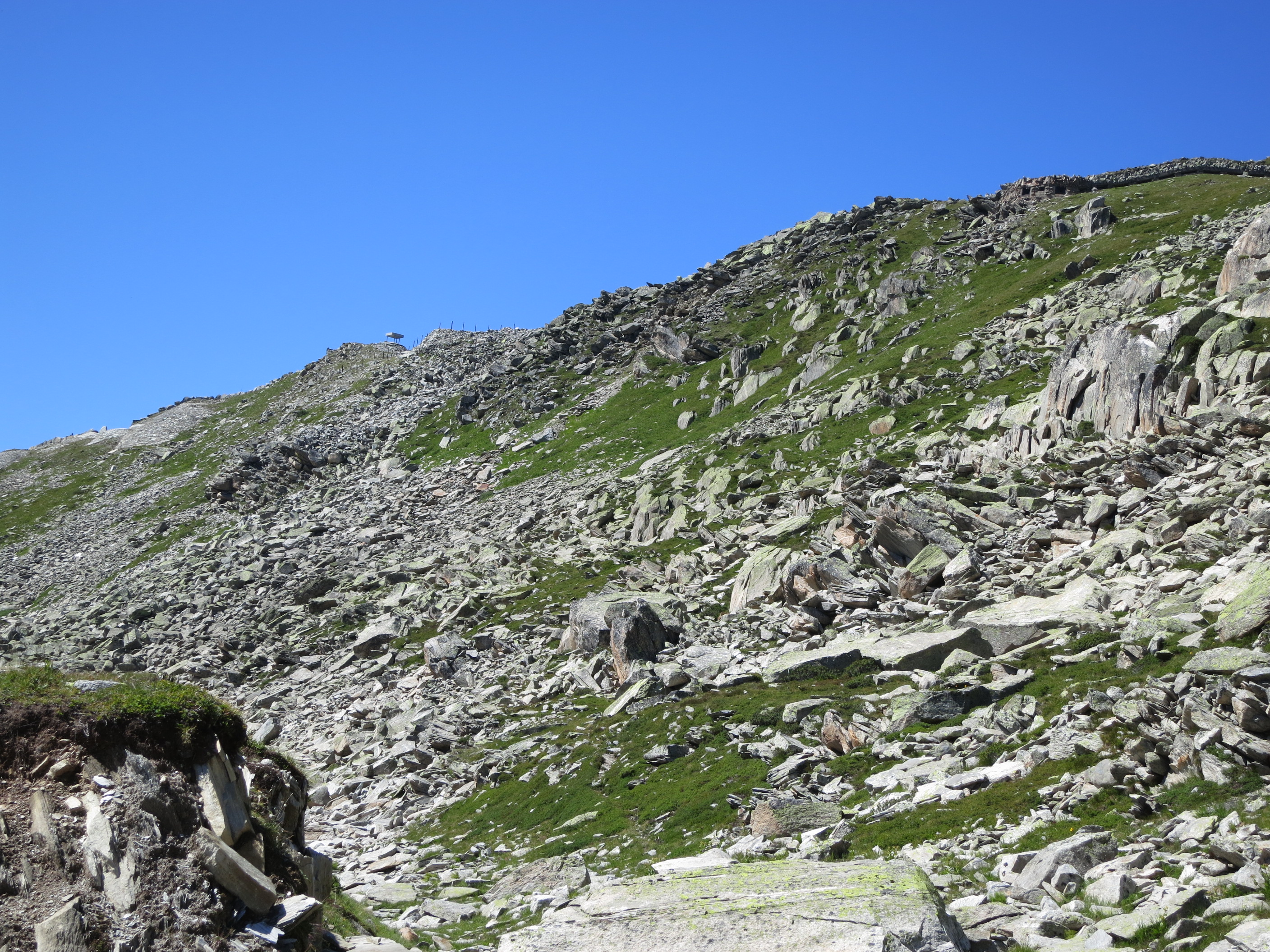
Gewehrgallerie Stock
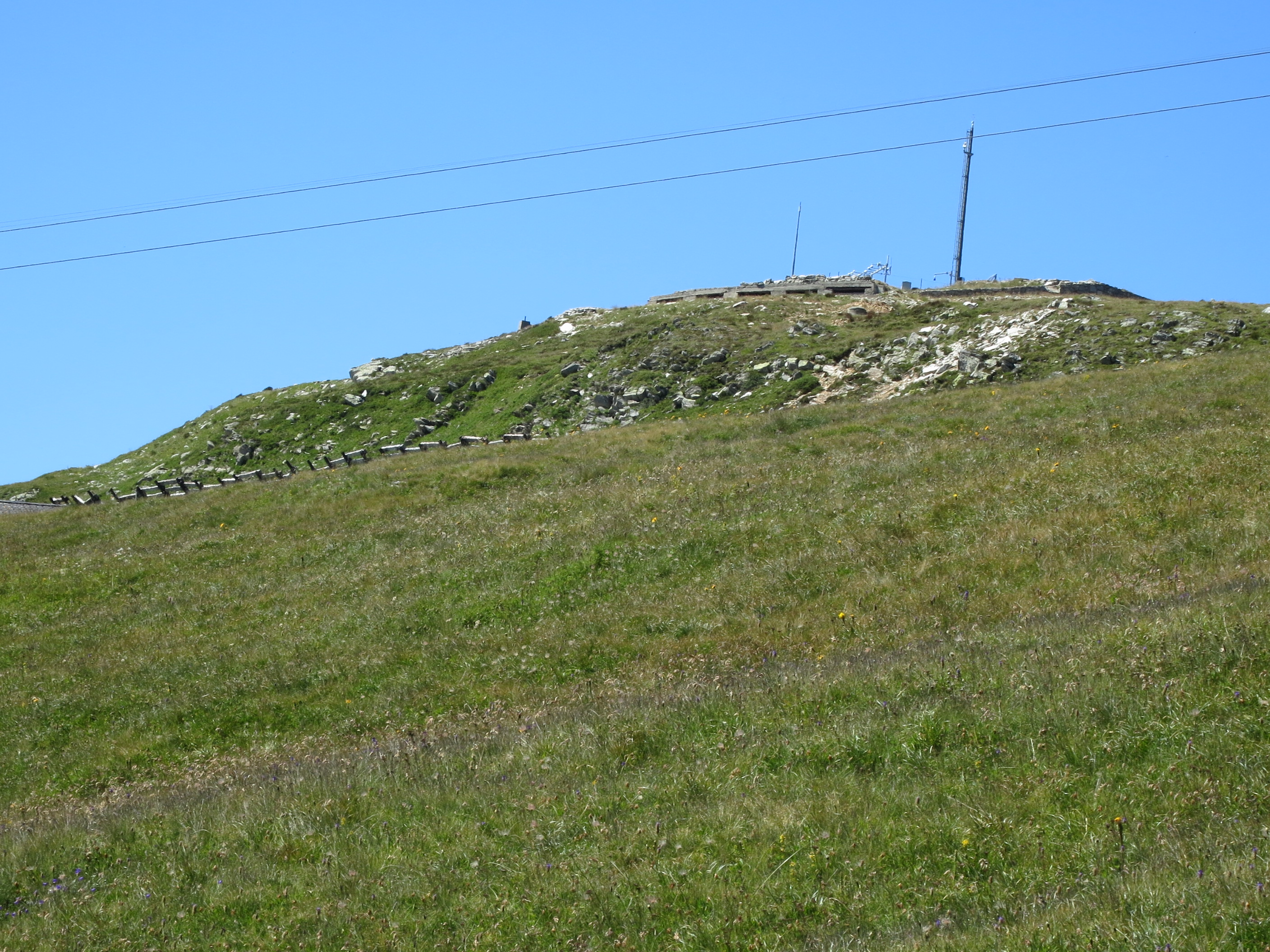
Gewehrgallerie Gütsch
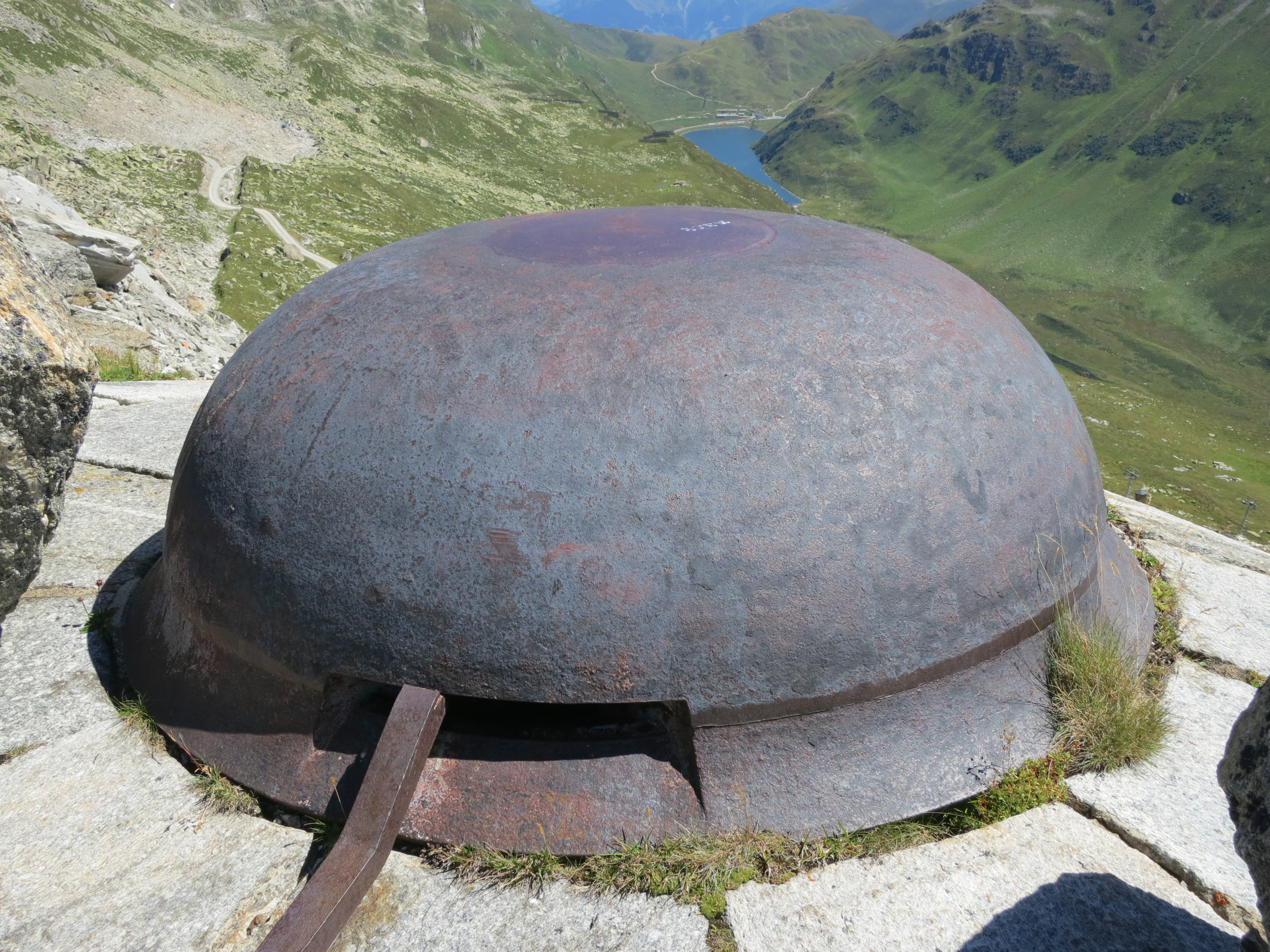
Beobachtungspanzerglocke Stöckli mit Oberalpsee

## Sperrstelle Oberalppass
Auf dem Oberalppass sperren zwei Werke die Achse unmittelbar am Anfang des Oberalpsees, zwei weitere sind etwa in der Hälfte des Oberalpsees erstellt worden. Das Infanteriewerk A 8691 wurde im Juli 2016 ausgeräumt.
- Infanteriewerk A 8690 ⊙
- Infanteriewerk A 8691 ⊙
- Infanteriewerk A 8692 ⊙
- Infanteriewerk A 8693 ⊙
- Unterkunft auf dem Pass
- Seilbahnstation

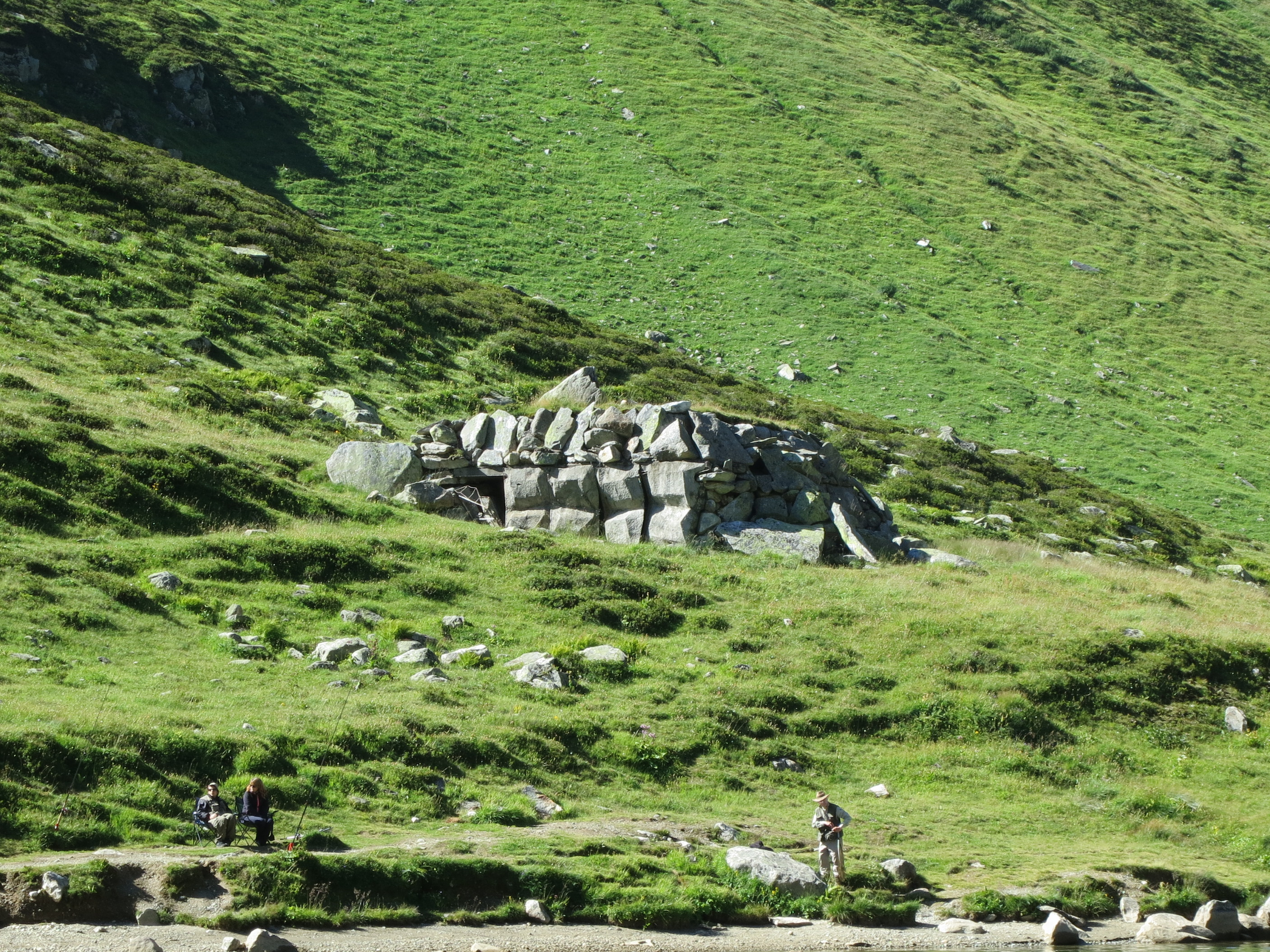
Bunker A 8690 am Oberalpsee
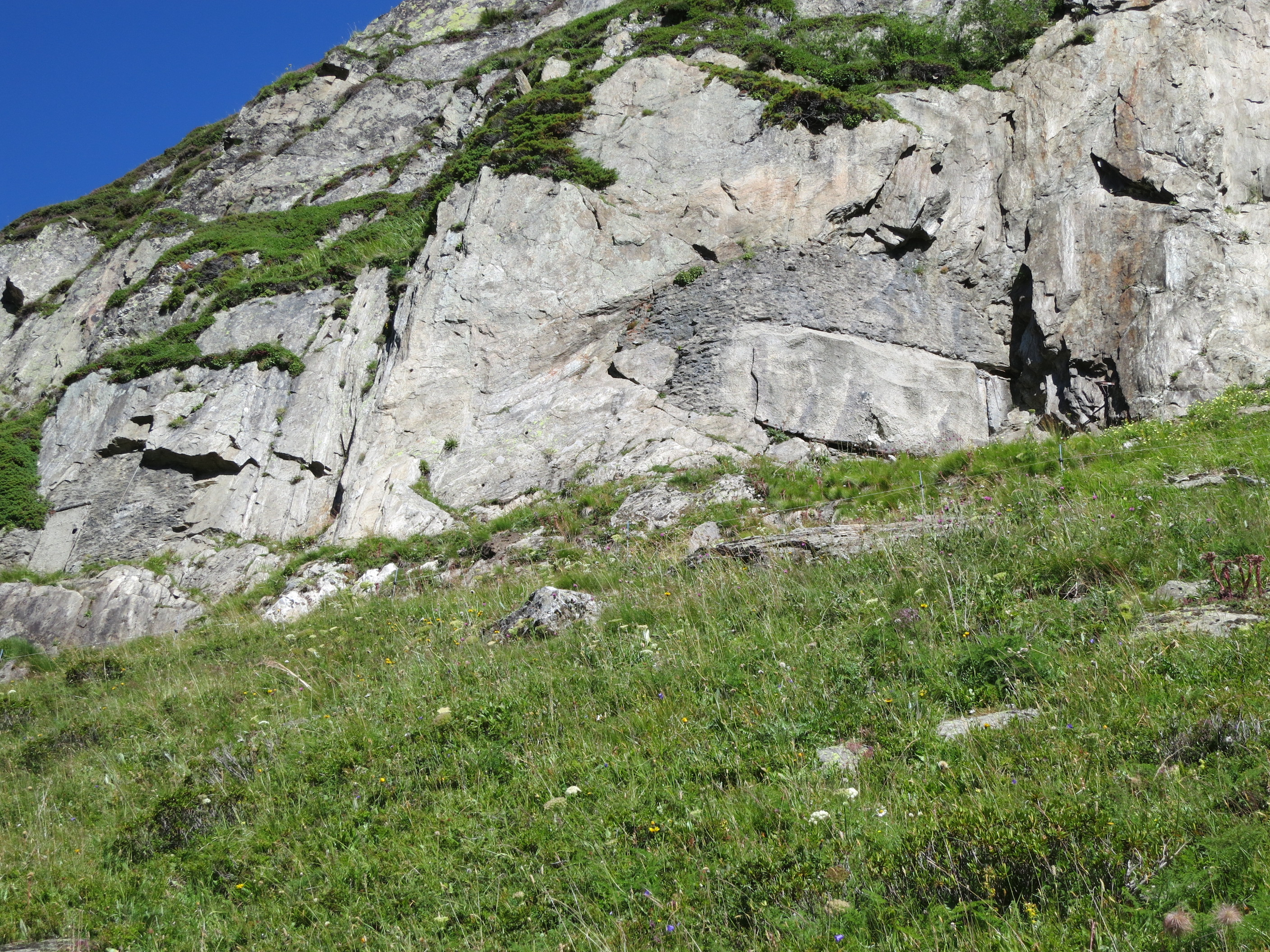
Infanteriewerk A 8691
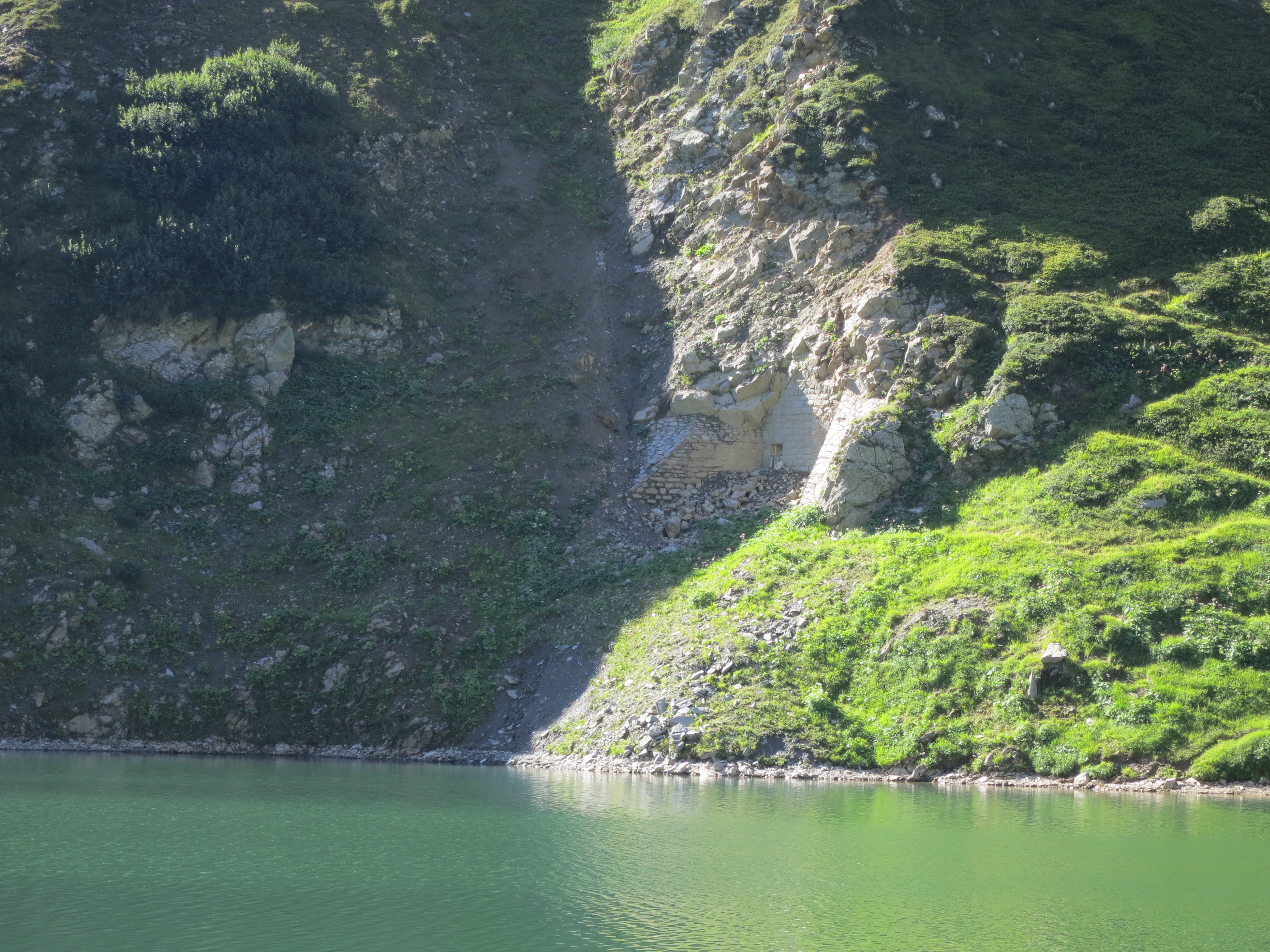
Infanteriewerk A 8692
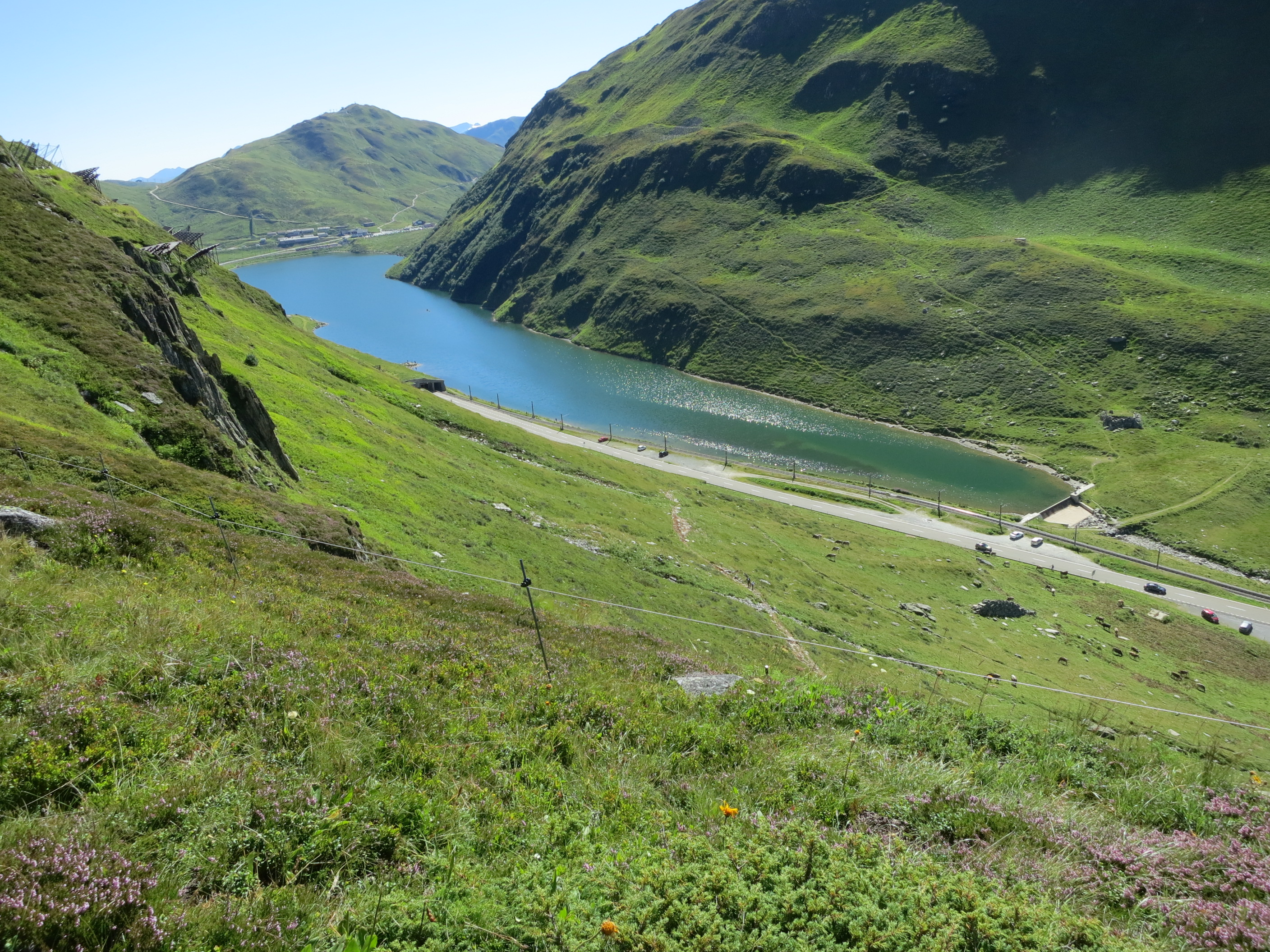
Oberalpsee und Unterkunft auf dem Pass